# لي سيونغ يون
لي سيونغ يون هي متسابقة ملكة الجمال ومضيفة طيران وممثلة كورية جنوبية، ولدت في 18 أغسطس 1968 في كوريا الجنوبية.

## أعمال

### أفلام
- (2004) المنازل الفارغة[8]

## وصلات خارجية
- لي سيونغ يون على موقع IMDb (الإنجليزية)
- لي سيونغ يون على موقع ألو سيني (الفرنسية)
- لي سيونغ يون على موقع أول موفي (الإنجليزية)
- لي سيونغ يون على موقع قاعدة بيانات الأفلام السويدية (السويدية)
- لي سيونغ يون على موقع قاعدة بيانات الفيلم (الإنجليزية)
- لي سيونغ يون على موقع كينوبويسك (الروسية)